# Facilitace v podnikání
Facilitace v podnikání (organizační rozvoj), se týká konsensuálního (parcitipativního) rozhodování a vztahuje se k procesu efektivních a úspěšných setkání (porad).
Facilitace (usnadnění) je proces vedoucí k produktivnímu a nestrannému jednání. Slouží k dosažení společného cíle, ať už jde o rozhodnutí, vyřešení problému, nebo tvůrčí poradu. Jiný výklad facilitace se věnuje zkušenostnímu učení, aktivnímu učení nebo opatrovnictví.

## Aspekty facilitace
Role facilitátora (viz níže)
Role facilitátora se byly popsány jako samostatný soubor dovedností již v roce 1980.
Nastavení základních pravidel
Nastavení pravidel jednání je klíčovým prvkem facilitace, zejména při jednáních věnovaným obtížným problémům. Klíčová pravidla jsou obvykle dohodnuta na počátku schůzku. K nejdůležitějším patří:
- otevřenost k návrhům ostatních účastníků
- stavět na faktech
- respektovat myšlenky ostatních
- věnovat prostor ostatním
- vzájemný respekt
- facilitátor není vlastníkem tématu diskuse
- formy záznamu nevyřešených problémů
- facilitátor vede proces setkání

## Role facilitátora
Úkoly uvedené níže nemusí zajišťovat jeden facilitátor. Role facilitátora může být sdílena více lidmi. Jedna osoba může např. řídit proces jednání, další osoba může sledovat čas a třetí osoba může být odpovědná za záznam průběhu jednání.
- Před jednáním facilitátor může zajistit:
  - přípravu setkání
  - definovat účel a cíl jednání
  - určit, kdo se má zúčastnit
  - vypracovat návrh programu jednání a procesu dosažení požadovaných výsledků
  - sdílet jednání s potenciálními účastníky
  - zajistit, že každý účastník dostane kompletní informace k setkání, a zná účel a cíle jednání
- Během jednání facilitátor může:
  - sledovat dodržování programu
  - hlídat dodržování času
  - řídit proces jednání
  - podporovat účast všech účastníků
  - pomáhat účastníkům pochopit různé úhly pohledu
  - ovlivňovat chování účastníků
  - vytvářet bezpečné prostředí jednání
  - tvořit záznam jednání